# Nagy Attraktor

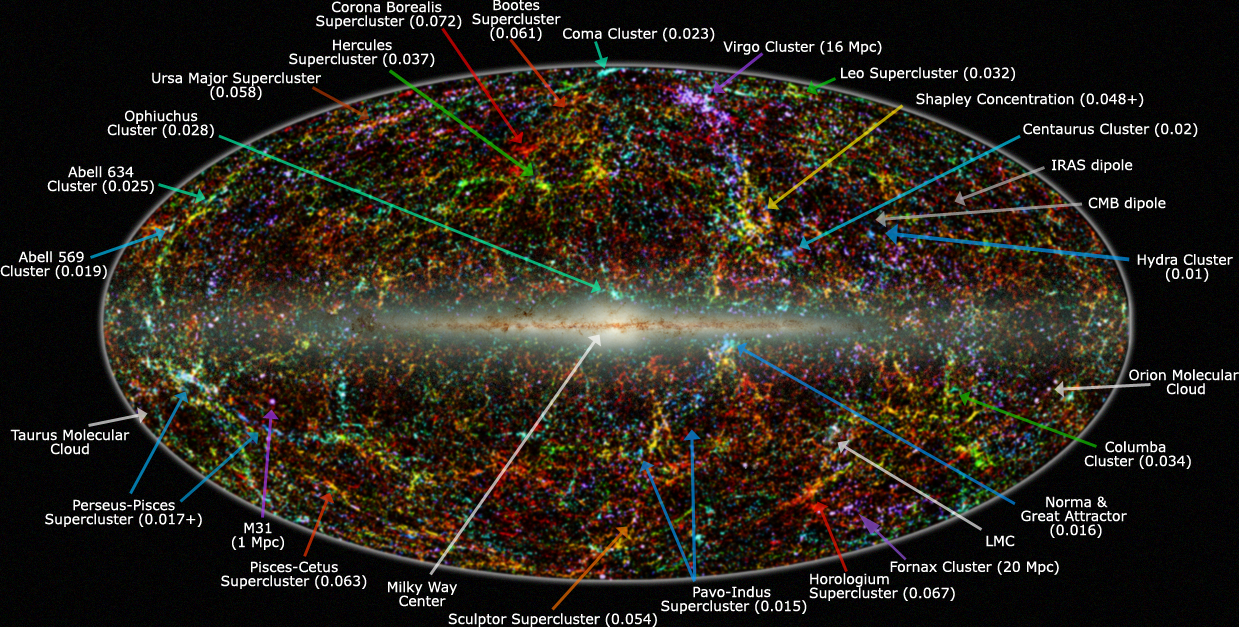
Az infravörös-közeli ég panorámaképe. A Nagy Attraktor a jobb alsó sarokból induló hosszú kék nyílnál található

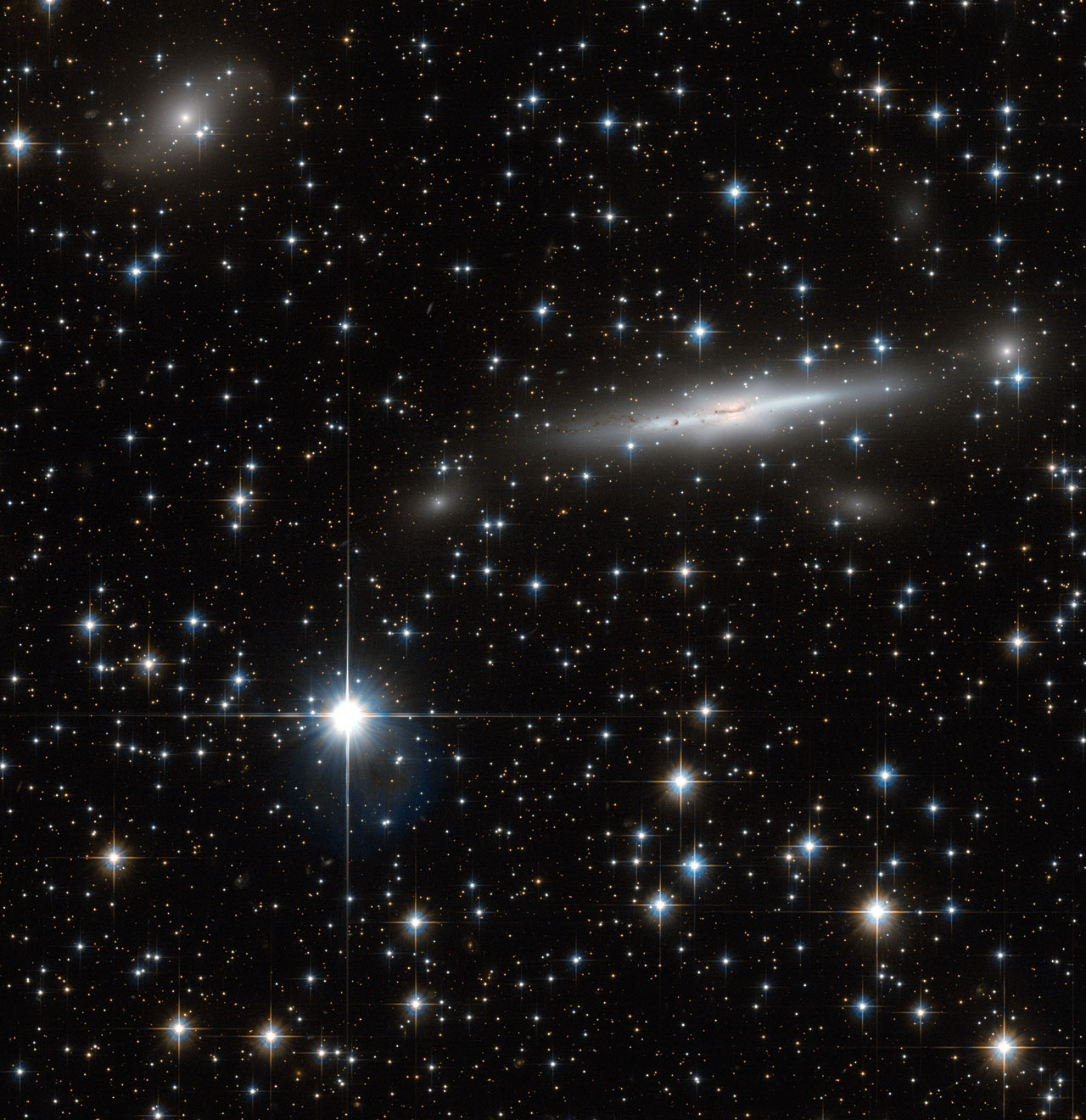
A Hubble űrtávcső képe az ég azon részéről, ahol a Nagy Attraktor is található

A Nagy Attraktor egy gravitációs anomália az intergalaktikus térben és a Laniakea-szuperhalmaz látszólagos központi gravitációs pontja. A megfigyelt anomáliák a Tejútrendszernél több milliószor nagyobb tömegű tömeg lokális koncentrációjára utalnak. Ezt azonban kényelmetlenül eltakarja a saját Tejútrendszerünk galaktikus síkja (ZOA),  így a látható fény hullámhosszán a Nagy Attraktor nehezen figyelhető meg közvetlenül.
Galaxisunk forgása révén majd csak százmillió év múlva kerül a Föld a Tejútrendszer másik oldalára, ami lehetővé tenné számunkra, hogy a galaktikus síkon túlra lássunk.
Ez az anomália megfigyelhető a galaxisok és a hozzájuk kapcsolódó halmazok mozgására gyakorolt hatása révén, amely az univerzum többszáz millió fényév átmérőjű részén figyelhető meg. Ezek a galaxisok megfigyelhetők a Tejút által eltakart részek (ZOA) felett és alatt;  mindegyikük a Hubble-állandónak megfelelően vöröseltolódik, ami azt jelzi, hogy hozzánk és egymáshoz képest távolodnak, de vöröseltolódásuk változása elég nagy és elég szabályos ahhoz, hogy kiderüljön, hogy kissé az anomália felé húzódnak. Vöröseltolódásuk változásait sajátos sebesség (peculiar velocity) néven ismerjük, és a Nagy Attraktor irányától való szögeltéréstől függően körülbelül +700 km/s és -700 km/s közötti tartományt fednek le. Maga az „attraktor” szó erre utal, vagyis: „vonzó”, „valami ami vonzza a dolgokat”.
A Nagy Attraktor a szomszédos Shapley szuperhalmaz felé mozog. Egy dél-afrikai asztrofizikusokból álló csoport nemrégiben végzett csillagászati vizsgálatai a Nagy Attraktor feltételezett helyén egy galaxisok szuperhalmazát, a Vela-szuperhalmazt mutatták ki.

## Felfedezése
Az 1970-es években fedezték fel először, hogy a Tejútrendszer mozog az űrben. Az asztrofizikusok egy sor különös, a mozgás sebességével kapcsolatos vizsgálat során megállapították, hogy a Tejútrendszer a Centaurus csillagkép felé halad, körülbelül 600 km/s sebességgel. Ezután a kozmikus mikrohullámú háttér (CMB) dipólusok felfedezésével a galaxisok Helyi Csoportjának a Nagy Attraktor felé történő mozgását tükrözték. Az 1980-as évek számos felfedezést hoztak a Nagy Attraktorral kapcsolatban, például azt, hogy nem a Tejútrendszer az egyetlen galaxis, amelyet érint, és megközelítőleg 400 elliptikus galaxis mozog a Nagy Attraktor felé a ZOA-n túl.

## Helye
A világegyetem egyenletes tágulásától való eltérésre utaló első jeleket 1973-ban, majd 1978-ban jelentették. A Nagy Attraktor helyét végül 1986-ban határozták meg: Valahol 150 és 250 Mly (millió fényév) (47-79 Mpc) közötti távolságban található (a nagyobbik a legfrissebb becslés) a Tejútrendszertől, a Déli Háromszög csillagkép és a Szögmérő csillagképek irányában. 

Míg az ebben az irányban lévő objektumok a ZOA-ban (az éjszakai égbolt Tejútrendszer galaxis által eltakart része) helyezkednek el, és ezért látható hullámhosszon nehéz őket tanulmányozni, a röntgenmegfigyelések kimutatták, hogy a térnek ezt a régióját a Norma-halmaz (ACO 3627) uralja, egy masszív galaxishalmaz, amely túlnyomórészt nagy, öreg galaxisokat tartalmaz, amelyek közül sokan összeütköznek szomszédaikkal és nagy mennyiségű rádióhullámot sugároznak.

## Laniakea-szuperhalmaz
A Laniakea-szuperhalmaz a Nagy Attraktor medencéjeként van meghatározva. Körülbelül négy fő galaxis-szuperhalmazt foglal magában, beleértve a Virgo és a Hydra-Centaurus korábbi szuperhalmazait, és 500 millió fényévre terjed ki. Mivel nem elég sűrű ahhoz, hogy gravitációsan kötött legyen, a világegyetem tágulásával szét kellene szóródnia, ehelyett azonban egy gravitációs fókuszpont rögzíti. Így a Nagy Attraktor lenne az új szuperhalmaz magja.

## Vela-szuperhalmaz
2016-ban egy dél-afrikai, európai és ausztrál kutatókból álló multinacionális csapat a dél-afrikai csillagász Renée C. Kraan-Korteweg vezetésével bejelentette a Vela-szuperhalmaz felfedezését a Nagy Attraktor térségében, amely nagyrészt megmagyarázná az utóbbi gravitációs vonzásának rejtélyét. Az AAOmega spektrograph, a 3,9 m-es Anglo-Australian Telescope és a Southern African Large Telescope adatainak felhasználásával a csillagászok a szuperhalmazokra jellemző, a galaktikus tér nagyobb sűrűségű régióját fedezték fel, ami megmagyarázhatja a gravitációs anomáliát, hogy a Shapley-szuperhalmaz szomszédságában miért mégis a Nagy Attraktor vonz több szuperhalmazt is.

## Fordítás
- Ez a szócikk részben vagy egészben  a   Great Attractor című angol Wikipédia-szócikk fordításán alapul.  Az eredeti cikk szerkesztőit annak laptörténete sorolja fel. Ez a jelzés csupán a megfogalmazás eredetét és a szerzői jogokat jelzi, nem szolgál a cikkben szereplő információk forrásmegjelöléseként.